# Beira (mitologia)
Beira – w mitologii szkockiej personifikacja zimy i matka wszystkich bogiń i bogów. Jej paralelą w mitologii greckiej była Gaja a Jord w mitologii nordyckiej.